# Simeon Nwankwo
Pour les articles homonymes, voir Nwankwo.
Simeon Tochukwu Nwankwo, surnommé Simy, né le 7 mai 1992 à Lagos, est un footballeur international nigérian jouant au poste d'avant-centre à l'US Salernitana.

## Biographie

### En club

#### Buteur prometteur au Portugal (2011-2016)
Simeon Tochukwu Nwankwo commence sa carrière dans le championnat portugais avec Portimonense puis Gil Vicente entre 2011 et 2016. Il devient meilleur buteur de deuxième division portugaise en 2016 avec 20 buts.
Sa belle saison attire l'attention des recruteurs, il s'engage alors avec le club italien du FC Crotone, fraichement promu en Serie A, pour un montant d'environ 800 000€.

#### Fer de lance de Crotone (2016-2021)
Il reste au club malgré la relégation en 2017-2018 et participe au retour en première division, notamment en étant sacré meilleur buteur de Serie B en 2020 avec 20 buts. Attaquant efficace et apprécié des supporters, il est actuellement le meilleur buteur de l'histoire du club, toutes compétitions confondues.
Lors de la saison 2020-2021 il devient, avec 19 buts inscrits, le joueur nigérian le plus prolifique sur une saison dans un des cinq grands championnats, dépassant Yakubu Aiyegbeni et ses 17 buts en Premier League en 2011-2012.

#### Prêt à l'US Salernitana 1919 (depuis 2021)
Crotone n'ayant pu se maintenir en Serie A au terme de la saison 2020-2021, Simy s'engage le 19 août 2021 avec la Salernitana, promue dans l'élite italienne, pour un prêt d'une saison avec une obligation d'achat estimée à 6 millions d'euros.

### En équipe nationale
Simeon Nwankwo fait ses débuts avec l'équipe du Nigeria le 28 mai 2018 en étant titulaire pour un match amical contre l'équipe de République démocratique du Congo (match nul 1-1). Six jours plus tard, le sélectionneur Gernot Rohr le retient dans sa liste des 23 Super Eagles convoqués pour disputer la Coupe du monde 2018 en Russie.
Rohr apprécie l'implication du joueur dans le jeu collectif ainsi que ses efforts dans le travail défensif, en plus de ses qualités d'attaquant.

## Statistiques

### Statistiques détaillées
| Saison                | Club                       | Championnat           | Championnat | Championnat | Coupe(s) nationale(s) | Coupe(s) nationale(s) | Nigeria | Nigeria | Total | Total |
| Saison                | Club                       | Division              | M.          | B.          | M.                    | B.                    | M.      | B.      | M.    | B.    |
| 2011-2012             | Portimonense SC            | 2                     | 24          | 5           | 2+6                   | 0+1                   | -       | -       | 32    | 6     |
| 2012-2013             | Portimonense SC            | 2                     | 32          | 12          | 2+3                   | 1+0                   | -       | -       | 37    | 13    |
| Sous-total            | Sous-total                 | Sous-total            | 56          | 17          | 13                    | 2                     | -       | -       | 69    | 19    |
| 2013-2014             | Gil Vicente FC             | 1                     | 15          | 0           | 1+5                   | 0+0                   | -       | -       | 21    | 0     |
| 2014-2015             | Gil Vicente FC             | 1                     | 30          | 9           | 4+2                   | 1+1                   | -       | -       | 36    | 11    |
| 2015-2016             | Gil Vicente FC             | 2                     | 43          | 20          | 3                     | 0                     | -       | -       | 46    | 20    |
| Sous-total            | Sous-total                 | Sous-total            | 88          | 29          | 15                    | 2                     | -       | -       | 103   | 31    |
| 2016-2017             | FC Crotone                 | 1                     | 21          | 3           | 1                     | 1                     | -       | -       | 22    | 4     |
| 2017-2018             | FC Crotone                 | 1                     | 23          | 7           | 1                     | 0                     | 4       | 0       | 28    | 7     |
| 2018-2019             | FC Crotone                 | 2                     | 33          | 14          | 3                     | 0                     | 1       | 1       | 37    | 15    |
| 2019-2020             | FC Crotone                 | 2                     | 37          | 20          | 1                     | 1                     | -       | -       | 38    | 21    |
| 2020-2021             | FC Crotone                 | 1                     | 38          | 20          | 1                     | 0                     | -       | -       | 39    | 20    |
| Sous-total            | Sous-total                 | Sous-total            | 152         | 64          | 7                     | 2                     | 5       | 1       | 164   | 67    |
| 2021-2022             | US Salernitana 1919 (prêt) | 1                     | 19          | 1           | 1                     | 0                     | -       | -       | 20    | 1     |
| Sous-total            | Sous-total                 | Sous-total            | 19          | 1           | 1                     | 0                     | -       | -       | 20    | 1     |
| 2021-2022             | Parme Calcio (prêt)        | 2                     | 12          | 1           | -                     | -                     | -       | -       | 12    | 1     |
| Sous-total            | Sous-total                 | Sous-total            | 12          | 1           | -                     | -                     | -       | -       | 12    | 1     |
| 2022-2023             | Benevento Calcio (prêt)    | 2                     | 20          | 0           | -                     | -                     | -       | -       | 20    | 0     |
| Sous-total            | Sous-total                 | Sous-total            | 20          | 0           | -                     | -                     | -       | -       | 20    | 0     |
| Total sur la carrière | Total sur la carrière      | Total sur la carrière | 347         | 112         | 36                    | 6                     | 5       | 1       | 388   | 119   |

### Buts internationaux
| 0   | Date              | Lieu                                                        | Compétition  | Résultat | Adversaire | Détail | Détail     | Détail | Sél. |
| --- | ----------------- | ----------------------------------------------------------- | ------------ | -------- | ---------- | ------ | ---------- | ------ | ---- |
| 1er | 11 septembre 2018 | Samuel Kanyon Doe Sports Complex, Paynesville (en), Liberia | Match amical | V 1-2    | Liberia    | 33e    | de la tête | 0-2    | 5e   |

## Palmarès

### En club
| FC Crotone - Championnat d'Italie D2 - Vice-champion en 2020 |

### Distinctions personnelles
- Meilleur buteur du Championnat du Portugal D2 en 2016 (20 buts)
- Meilleur buteur du Championnat d'Italie D2 en 2020 (20 buts)[7]